# سونغ تشانغ-هو
سونغ تشانغ-هو (هانغل: 송창호) هو لاعب كرة قدم كوري جنوبي في مركز الوسط، ولد في 20 فبراير 1986 في كوريا الجنوبية. لعب مع بوهانغ ستيلرز.

## وصلات خارجية
- سونغ تشانغ-هو على موقع دوري كوريا الجنوبية (الإنجليزية)
- سونغ تشانغ-هو على موقع قاعدة بيانات كرة القدم.إي يو (الإنجليزية)
- سونغ تشانغ-هو على موقع Soccerway.com (الإنجليزية)